# انتخابات الرئاسة الأمريكية 1816
انتخابات الرئاسة الأمريكية 1816 هي الانتخابات الرئاسية الأمريكية جرت في 1816، في الولايات المتحدة، لانتخاب رئيس الولايات المتحدة.
فاز بالانتخابات جيمس مونرو.

## المرشحين
| المرشح     | الحزب | عدد الأصوات | عدد المقاعد |
| ---------- | ----- | ----------- | ----------- |
| جيمس مونرو |       |             |             |